# Seddera secundiflora
Seddera secundiflora är en vindeväxtart som beskrevs av Hippolyte François Jaubert och Sp. Seddera secundiflora ingår i släktet Seddera och familjen vindeväxter. Inga underarter finns listade i Catalogue of Life.